# バノック郡 (アイダホ州)
バノック郡（英: Bannock County）はアメリカ合衆国アイダホ州に位置する郡である。人口は8万7018人（2020年）。この郡の郡庁所在地はポカテッロである。
バノック郡はアイダホ州ポカテッロ小都市統計地域の一部である。

## 地理
アメリカ合衆国統計局によると、この郡は総面積2,972 km2 (1,147 mi2) である。このうち2,883 km2 (1,113 mi2) が陸地で88 km2 (34 mi2) が水域である。総面積の2.98%が水域となっている。

### 隣接する郡
- ビンガム郡 - 北
- カリブー郡 - 東
- フランクリン郡 - 南東
- オナイダ郡 - 南西
- パワー郡 - 西

## 人口動勢
2000年国勢調査で、この郡は人口75,565人、27,192世帯、及び19,224家族が暮らしている。人口密度は26/km2 (68/mi2) である。10/km2 (26/mi2) の平均的な密度に29,102軒の住宅が建っている。この郡の人種的な構成は白人91.29%、アフリカン・アメリカン0.59%、先住民2.91%、アジア0.99%、太平洋諸島系0.16%、その他の人種2.08%、及び混血1.98%である。ここの人口の4.68%はヒスパニックまたはラテン系である。
この郡内の住民は28.10%が18歳未満の未成年、18歳以上24歳以下が14.60%、25歳以上44歳以下が27.20%、45歳以上64歳以下が20.00%、及び65歳以上が10.10%にわたっている。中央値年齢は30歳である。女性100人ごとに対して男性は97.70人である。18歳以上の女性100人ごとに対して男性は94.40人である。
この郡の世帯ごとの平均的な収入は36,683米ドルであり、家族ごとの平均的な収入は44,192米ドルである。男性は36,056米ドルに対して女性は23,595米ドルの平均的な収入がある。この郡の一人当たりの収入 (per capita income) は17,148米ドルである。人口の13.90%及び家族の9.80%は貧困線以下である。全人口のうち18歳未満の15.60%及び65歳以上の7.60%は貧困線以下の生活を送っている。

## 都市及び町
- ポカテッロ（郡庁所在地）
- ラバホットスプリングス (Lava Hot Springs)
- フォートホール (Fort Hall：郡内の一部)
- Arimo
- Chubbuck
- Downey
- Inkom
- McCammon